# Wechselberg (Trostberg)
Wechselberg ist eine Einöde und ein Gemeindeteil der Stadt Trostberg im Landkreis Traunstein in Bayern.

## Geschichte
Der Wechselberg liegt drei Kilometer östlich vom Stadtzentrum von Trostberg. Hier in der räumlichen Mitte zwischen der salzburgischen Burg Tittmoning und der bayerischen Stadt Trostberg trafen sich im 14. Jahrhundert mehrfach Delegationen des Herzogtums Bayern und des Erzbistums Salzburg zu Verhandlungen um territoriale Fragen.  Bis zur Säkularisation 1802/03 gehörte der Wechselberg zum Fürsterzbistum Salzburg. Die Einöde Wechselberg mit dem Wechselbergerhof gehörte seit 1818 zu der im selben Jahr durch das bayerische Gemeindeedikt begründeten Gemeinde Heiligkreuz und kam mit der Gemeinde Heiligkreuz am 1. Mai 1978 im Rahmen der Gebietsreform in Bayern zur Stadt Trostberg.